# بانک توسعه اسلامی

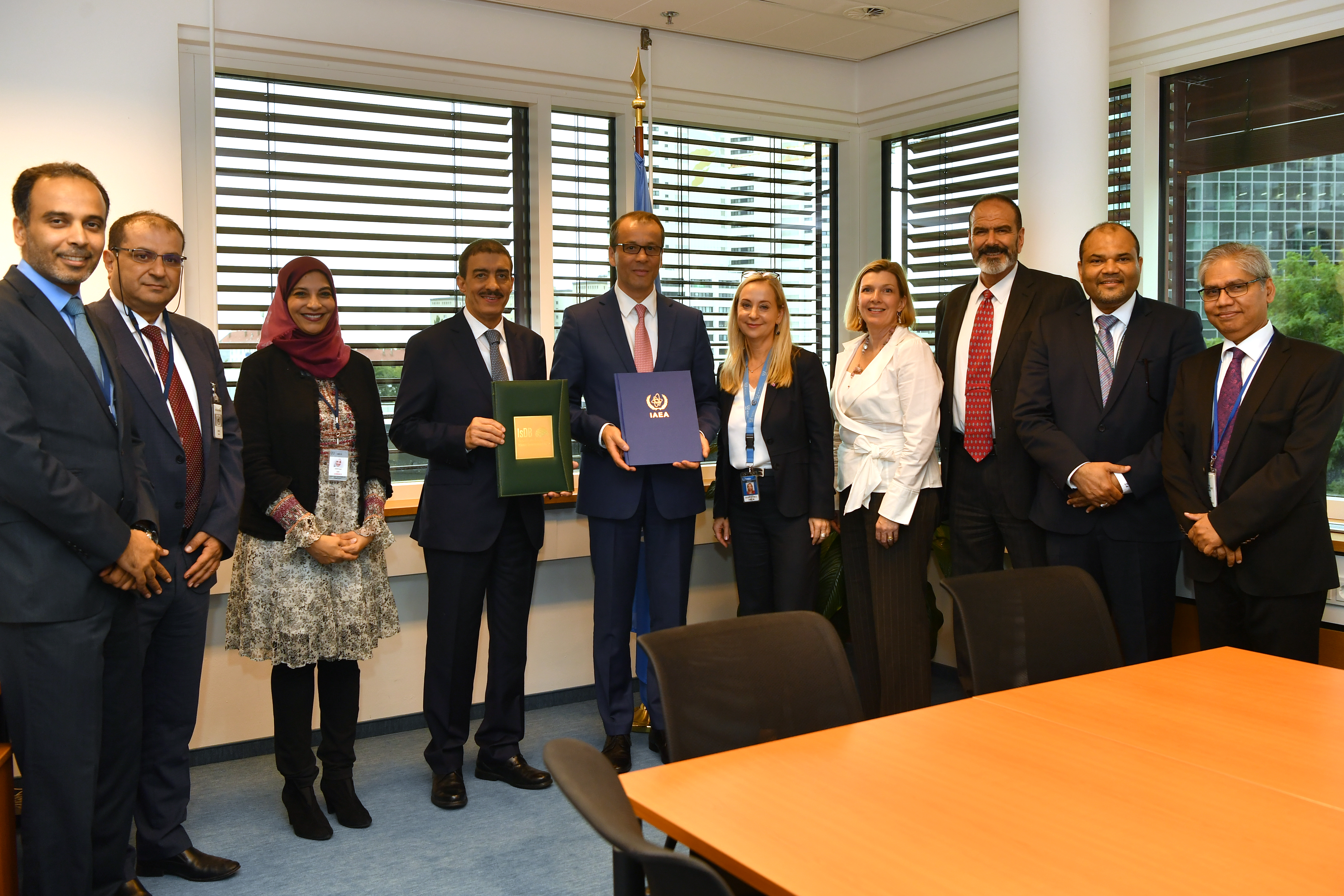
بانک توسعه اسلامی

بانک توسعه اسلامی مخفف (ISDB) (به انگلیسی: Islamic Development Bank) یکی از موسسات بزرگ مالی توسعه‌ای بین‌المللی و از نهادهای تخصصی سازمان کنفرانس اسلامی است که با هدف پیشبرد توسعه اقتصادی و پیشرفت اجتماعی کشورهای عضو و جوامع مسلمان کشورهای غیر عضو، در سراسر جهان براساس اصول شریعت اسلامی در تاریخ ۲۰ اکتبر ۱۹۷۵ میلادی از سوی ۲۲ کشور اسلامی و با سرمایه نخستی ۷۵۵ میلیون دینار اسلامی در جده عربستان تأسیس شد. ایران به همراه ۵۶ کشور دیگر در سال ۱۹۸۹ با پذیره‌نویسی ۱۴۹۱ میلیون دینار به عضویت آن بانک درآمده است.
هم‌اکنون اعضای بانک توسعه اسلامی، در برگیرنده ۵۶ کشور از چهار قاره آسیا، آفریقا، اروپا و آمریکا می‌باشد و سرمایه پذیره‌نویسی شده این بانک در حال حاضر نیز بالغ بر چهار میلیارد دینار اسلامی است که از این میان، ایران با پذیره‌نویسی سهام به ارزش ۷۰۰ میلیون دینار اسلامی، سومين سهامدار بزرگ بانک توسعه اسلامی محسوب می‌شود.
ساختار سازمانی و مدیریتی این بانک نیز شامل هیئت عامل، هیئت مدیره اجرایی و ریاست بانک می‌باشد.
بانک توسعه اسلامی دارای یک ستاد (دفتر مرکزی) در شهر جده و سه دفتر منطقه‌ای در آلماتی (قزاقستان)، کوالالامپور (مالزی) و رباط (مراکش) می‌باشد. همچنین، به منظور پیگیری اجرای پروژه‌های مصوب در هر یک از کشورهای ایران، اندونزی، قزاقستان، لیبی، پاکستان، سنگال و سودان، نمایندگان محلی منطقه‌ای دارد.

## سهام‌داران عمده بانک های عربستان سعودی
- عربستان سعودی
- لیبی
- ایران
- مصر
- کویت
- ترکیه
- قطر
- امارات متحده عربی
- نیجریه